# Molukkakadu
Molukkakadu (latin: Cacatua moluccensis) er en kakadu, der lever i Indonesien. IUCN kategoriserer arten som sårbar.